# Fiskigel
Fiskigeln (Piscicola geometra) är ljust gulbrun och blir cirka 5 centimeter lång. På framkroppen sitter 2 par ögon. Fiskigeln har i framänden och bakänden av kroppen sugskålar med vilka den suger sig fast på fiskar, varefter den suger i sig av deras blod och sedan ändrar färg till mer rödbrun till gröngrå.
Denna igel är en parasit som kan åstadkomma skada i fiskodlingar. 100 fiskiglar suger i sig cirka 230 milliliter blod, vilket är farligt, särskilt för ungfiskar. Sekundärt uppstår infektioner på stället där igeln bitit sig fast (hos lax till exempel Aeromonas salmonicida och svamp.
Under blodsugningen överförs också ibland Trypanosoma från igeln till fiskarna. Starkt angripna fiskar magrar av och tynar bort.
Fiskigelangrepp i fiskodlingar kan behandlas med metrifonat. (0,6-0,8 kg/ha vattenyta vid en meters vattendjup) Upprepas efter 1-2 veckor.